# Psalm 113
Psalm 113 is een psalm in Psalmen uit de Hebreeuwse Bijbel (in de Griekse Septuagint en de Latijnse Vulgaat Psalm 112). Deze psalm is de eerst van de zogenaamde Halleel psalmen, Psalm 113 tot en met 118. In het Latijn worden vaak de eerste woorden van de psalm, Laudate, pueri Dominum, als aanduiding ervan gebruikt.

## Interpretatie
De psalm bestaat volgens Thijs Booij uit drie strofen van elk drie versregels, die elk een eigen motief hebben:
- 1-3: De HEER moet worden geprezen
- 4-6: De HEER is verheven boven alles
- 7-9: De HEER verhoogt de geringe

In elke strofe noemt het eerste vers de hoofdinhoud, waarna twee volgende verzen een uitwerking bieden. Het slot van de tweede strofe bereidt de derde voor met de notie van ruimtelijke universaliteit. Het slot van de tweede strofe bereidt de derde voor met de notie van het ‘laag neerzien’.

## Trivia
- De psalmen 113-118 vormen het 'Hallel' of 'Egyptisch Hallel, dat als in de periode van de tweede tempel is gezongen bij de slachting van het Pesach-offer en de viering van het Loofhuttenfeest in de tempel. Het had ook al vroeg een plaats in de huiselijke Pesach-viering. Bovendien wordt het Hallel gezongen bij de synagogale viering van nieuwe maan, Pesach, Wekenfeest, Loofhuttenfeest en Chanoekafeest.[2]
- In de nacht waarin Jezus verraden werd vierde Hij met zijn discipelen het Pesachmaal ook wel Laatste Avondmaal. Voordat zij naar de Olijfberg vertrokken zongen zij de lofzang, waarmee het Hallel en dus ook Psalm 113 bedoeld wordt.[3]

## Muziek
Psalm 113 is door de Italiaanse componist Claudio Monteverdi op muziek gezet voor zijn Vespro della Beata Vergine uit 1610. Wolfgang Mozart zette de tekst in zijn twee vespercomposities, Vesperae solennes de Dominica (KV 321) en Vesperae solennes de confessore (KV 339). 
In het Nederlands is Psalm 113 meermaals berijmd op de melodieën van het Geneefse Psalter (Psalmberijming van 1773, Nieuwe berijming (1967), De Nieuwe Psalmberijming). In de Opwekkingsbundel is een deel van psalm 113 te vinden onder nummer 72.
1 · 2 · 3 · 4 · 5 · 6 · 7 · 8 · 9 · 10 · 11 · 12 · 13 · 14 · 15 · 16 · 17 · 18 · 19 · 20 · 21 · 22 · 23 · 24 · 25 · 26 · 27 · 28 · 29 · 30 · 31 · 32 · 33 · 34 · 35 · 36 · 37 · 38 · 39 · 40 · 41 · 42 · 43 · 44 · 45 · 46 · 47 · 48 · 49 · 50 · 51 · 52 · 53 · 54 · 55 · 56 · 57 · 58 · 59 · 60 · 61 · 62 · 63 · 64 · 65 · 66 · 67 · 68 · 69 · 70 · 71 · 72 · 73 · 74 · 75 · 76 · 77 · 78 · 79 · 80 · 81 · 82 · 83 · 84 · 85 · 86 · 87 · 88 · 89 · 90 · 91 · 92 · 93 · 94 · 95 · 96 · 97 · 98 · 99 · 100 · 101 · 102 · 103 · 104 · 105 · 106 · 107 · 108 · 109 · 110 · 111 · 112 · 113 · 114 · 115 · 116 · 117 · 118 · 119 · 120 · 121 · 122 · 123 · 124 · 125 · 126 · 127 · 128 · 129 · 130 · 131 · 132 · 133 · 134 · 135 · 136 · 137 · 138 · 139 · 140 · 141 · 142 · 143 · 144 · 145 · 146 · 147 · 148 · 149 · 150 · 151